# Sister, Sister
Sister, Sister (titulado Cosas de hermanas en España y Hermana, Hermana en países hispanoamericanos) es una comedia estadounidense de televisión protagonizada por las gemelas afroamericanas Tia Mowry y Tamera Mowry. Su argumento era que las chicas (interpretando a Tia Landry y Tamera Campbell, respectivamente) fueron separadas al nacer y adoptadas; Tía por una madre soltera de clase media, Tamera por un padre viudo de clase alta, y accidentalmente ambas se reencuentran después de catorce años.
Creada por Kim Bass, Gary Gilbert y Fred Shafferman, la serie fue producida por de Passe Entertainment y Paramount Network Television. El reparto, además de Tia y Tamera Mowry, también incluyó a Jackée Harry, Marques Houston y Tim Reid, con RonReaco Lee y Deon Richmond uniéndose al reparto en la quinta temporada.
La serie fue emitida desde el 1 de abril de 1994 hasta el 23 de mayo de 1995 en ABC, pero fue cancelada debido a la baja audiencia. La serie fue recogida por The WB y se emitió por esa cadena desde el 6 de septiembre de 1995 hasta el 23 de mayo de 1999. En Latinoamérica fue transmitida por la señal infantil Nickelodeon desde 1998 hasta 2003.
Luego de veinte años sin ser emitida en televisión en Latinoamérica y sin estar disponible en ninguna plataforma en español, el canal Comedy Central reestrenó esta serie en setiembre de 2023, actualmente aún en emisión.

## Argumento
En el piloto, las gemelas se reúnen luego de encontrarse de compras en una tienda de ropa en el centro comercial con sus padres adoptivos. El argumento es similar a la película The Parent Trap, donde un par de gemelas separada al nacer se reencuentran en un campamento de verano.
Tia Landry (Tia Mowry) es la gemela inteligente del centro de Detroit, donde su madre adoptiva Lisa (Jackée Harry) trabaja como costurera; Tamera Campbell (Tamera Mowry) es la alocada gemela de los suburbios, donde su padre adoptivo (Tim Reid) administra un servicio de limusinas. Luego de su inesperado reencuentro en el gran almacén, Ray no con mucho entusiasmo acepta que Tia y Lisa se muden a la casa ya que Lisa estaba por tomar un trabajo en St. Louis, lo que habría separado a las chicas. El vecino de las chicas es Roger Evans (Marques Houston), un adolescente molesto que está obsesionado por ambas, pero que con el correr de las temporadas pasa de ser una peste ñoña a volverse un joven atractivo. En la temporada final, cuando las chicas se van a la universidad, Roger desaparece de la serie sin explicación alguna, aunque reaparecería en el capítulo de la graduación. Para la quinta temporada, Tia y Tamera terminaron con constantes novios, Tia con Tyreke Scott (RonReaco Lee) y Tamera con Jordan Bennett (Deon Richmond).
En el episodio de la sexta temporada "Father's Day", las gemelas conocen finalmente a su padre biológico, Matt Sullivan, y se enteran de que él es blanco y un famoso reportero gráfico. Matt nunca se casó con su madre, Racelle Gavin, ya que nunca tuvieron la oportunidad: se le pidió que pintara un mural en Florida y se le había asignado "la oportunidad de su vida" en el Medio Oriente. Además, Racelle le dijo que ella se uniría a él en Tel Aviv sin decirle nada sobre su embarazo. Luego de seis meses, Racelle de repente dejó de escribir. Cuando la madre de las chicas murió, a Matt no se le permitió verlas porque no pudo probar que él era su padre. Cuando él buscó a sus hijas gemelas, nunca las encontró porque habían sido adoptadas por dos personas diferentes.

## Personajes
- Tia Landry (Tia Mowry)

Es honesta, responsable, madura y una estudiante muy aplicada que se gradúa de la preparatoria con honores; aspiraba a ir a Harvard, pero fue rechazada por lo que asistió a la Universidad de Míchigan. En la mayoría de los capítulos, ella y Tamera rompen la cuarta pared, hablando con la audiencia sobre su situación cotidiana. Su novio principal es el mecánico de Ray, Tyreke Scott, que más adelante se convierte en escolta de policía, o mejor dicho, guardia de seguridad del campus en la Universidad de Míchigan. Su relación comenzó en la quinta temporada, aunque rompieron temporalmente en la sexta temporada hasta que se reconciliaron. A menudo, Tia es involucrada en los planes de Tamera donde debe hacerse pasar por ella, y a veces Tamera tiene que hacerse pasar por Tia.
- Tamera Campbell (Tamera Mowry)

Es todo lo contrario a Tia en cuanto a personalidad. Es altamente impulsiva, menos inteligente que su hermana, y una gran fan de Coolio. En la mayoría de los capítulos, ella y Tia rompen la cuarta pared, hablando con la audiencia sobre su situación cotidiana. Conoce a Jordan Bennett, editor del periódico de su escuela, y comienzan a salir a mitades de la quinta temporada y su relación se fortalece en la sexta temporada. Nunca teme a decir lo que piensa, a menudo expresaba su inclinación por la marca de zapatos Hush Puppies.
- Lisa Landry (Jackée Harry)

Es la madre adoptiva de Tia. Modista de profesión; su personalidad contrasta con la de su hija adoptiva, pareciéndose más a Tamera, llegando a ser a veces aun más impulsiva, libidinosa y temeraria que la gemela de su hija. A menudo hace chistes a lo largo de los episodios, típicamente a expensas de Ray. Es propensa a sufrir periodos de depresión, durante los cuales ingiere grandes cantidades de comida (aunque también es un chiste común que ella tenga un apetito voraz incluso cuando no está deprimida). Hasta la tercera temporada, Lisa dirigía su negocio de diseño de modas, "Modas Lisa", dentro de la casa de Ray. En el episodio de la tercera temporada "History a la Carte", Lisa muda su negocio a un carrito en un centro comercial local, el cual se incendia por culpa de una máquina de palomitas de maíz defectuosa en el episodio de la cuarta temporada "Sis-Boom-Bah", luego de lo cual vuelve a dirigir su negocio en casa de Ray. A diferencia de Ray, no es estricta con las gemelas, aunque a veces tiene sus momentos. Se casa con Victor Sims en el final de la serie.
- Ray Campbell (Tim Reid)

Es el viudo padre adoptivo de Tamera, aunque sus personalidades contrastan, siendo claramente más parecido a Tia; ambos son intelectuales y tienen personalidades más dignas que Lisa y Tamera. Es conservador y a veces muy tacaño. Dirige su propio y exitoso servicio de limusinas. Se convierte en la figura paterna de Tia y es muy estricto con las gemelas. Su mayor debilidad son las mujeres atractivas, que a menudo lo seducen. Un chiste recurrente son sus deslices cuando habla con mujeres, como decir "pecho" en vez de "hecho" o "chardonaked" en vez de "chardonnay". Salió con Lisa por un tiempo durante la cuarta temporada, aunque una vez Lisa y él se besaron por accidente en el episodio de la primera temporada "The Concert" (solo para descubrir que ambos pensaban en sus amores de preparatoria cuando se besaban). En la preparatoria él era un porrista masculino apodado "Ra-Ra-Ray" por sus compañeros de clase. Ray es miembro de la fraternidad Alpha Phi Alpha y del Partido Republicano.
- Roger Evans (1994-1998) (Marques Houston)

Es el insoportable y ñoño vecino y amigo de Tia y Tamera. Frecuentemente, las gemelas rechazan sus insinuaciones (que a menudo son sexuales), y la frase típica de varios miembros de la casa era "¡Vete a casa, Roger!". Roger en verdad salió con ellas en diferentes ocasiones (siendo solamente dos en que ellas lo hicieron por su cuenta); después de tener un estirón en el episodio de la cuarta temporada "When a Man Loves Two Women", él invita a salir tanto a Tia como a Tamera, además de otras chicas en la Preparatoria Roosevelt. Roger finalmente madura lo suficiente para convertirse en el confidente de las gemelas. Cuando la serie comenzó, Marques Houston era miembro del grupo de R&B Immature (más tarde conocido como IMx); La personalidad real de Houston en la vida real fue incluida en el episodio de la quinta temporada de "A Friend Indeed". En la quinta temporada, Roger no aparecía con mucha frecuencia sin mucha explicación (en la vida real, se debía a que la madre de Marques Houston tenía cáncer en la vida real). Al final de la quinta temporada, luego de que Tia y Tamera se gradúan de la preparatoria, Roger ya no vuelve a ser visto ni mencionado (se presume que sigue en la preparatoria mientras Tia y Tamera están en la universidad, ya que se reveló en los primeros episodios que él es un año menor que las gemelas). Luego de una larga ausencia, es reincorporado en la serie en el episodio final como invitado en la boda de Lisa y canta una canción para ella. En la graduación de preparatoria de las gemelas, Roger canta "Never Say Goodbye". Se explica que dejó la serie para atender a su madre enferma y el hecho de que su personaje fuera sacado del guion de todas maneras porque su personaje es un año menor que las gemelas hizo más fácil que él dejara la serie.
- Tyreke Scott (1998-1999) (RonReaco Lee)

Es el novio de Tia en las últimas dos temporadas de la serie, aunque él y Tia brevemente terminaron su relación en la sexta temporada. Tras darse cuenta de que sigue enamorado de Tia, finalmente retoman su relación. Dejó la escuela después de tener problemas con la ley y ser arrestado a causa del gran robo de autos de su hermano mayor. Finalmente decide obtener su GED. Y con ayuda de Ray, se le permitió graduarse con las chicas y Jordan. Luego va a la universidad y al mismo tiempo consigue un empleo como guardia de seguridad en la Universidad de Míchigan. Se ve que es relajado, de voz suave y muy maduro. Aun así, puede ser un poco chovinista y temperamental. Aparece en la quinta temporada como personaje recurrente y se convierte en uno de los personajes principales en la sexta temporada.
- Jordan Bennett (1998-1999) Deon Richmond

Es el novio de Tamera durante las últimas dos temporadas de la serie. Va a la universidad con las gemelas. Él es mentecato, franco y tan apasionado como Tamera. Se ve que es inteligente y ambicioso, ya que fue presidente de clase y editor del periódico escolar durante su último año. Luego descubrimos que Jordan sufre de un evento traumático en su niñez, donde su madre se fugó con un diácono de su iglesia. Esto lo dejó muy amargado con las congregaciones, hasta que Tamera lo ayuda a superar dicho trauma y vuelve a encontrar su fe. También aplica y finalmente se une a la fraternidad Gamma Psi en su universidad. Al igual que Tyreke, aparece en la quinta temporada como personaje recurrente y después como personaje principal en la sexta temporada.

### Supporting
- El hermano menor en la vida real de Tia y Tamera, Tahj Mowry, apareció en cuatro episodios de la serie. Encarnó al primo de Tia, Tahj, en "Get a Job", a un niño visitando "Mall Santa" en "Christmas", y apareció en un rol de crossover en "Child's Play", donde encarnó a T.J. Henderson, su personaje de la sitcom también de The WB Smart Guy. T.J. es un inteligente tutor de la prueba de aptitud que es contratado para ayudar a las gemelas a prepararse para su prueba de aptitud en la quinta temporada.
- Sarah (Brittany Murphy): Es la mejor amiga de Tia and Tamera durante la primera temporada. Parece tener menos problemas que otras personas para diferenciar a una gemela de la otra, como se vio en el episodio de la primera temporada "Cheater, Cheater", donde le pregunta a Tia por qué estaba en la clase de Tamera, cuando Tamera le pidió que tomara el examen por ella. La maestra estaba justo atrás de ella, y fueron atrapadas. En el episodio "Smoking in the Girls' Room", se la puede ver fumando con las gemelas y otras dos amigas. Después de la segunda temporada, ya no se vuelve a saber más de Sarah. En la vida real, Brittany Murphy salió de la serie debido a que estaba grabando la película Clueless.
- Terrence (Dorien Wilson) es el gerente del supermercado local Chico Comida que salió con lisa durante la segunda temporada y a principios de la tercera y brevemente se comprometieron en el episodio de la segunda temporada "I Do?"; es introducido en el episodio "Joey's Choice". Al igual que Ray, muchas mujeres se sienten atraídas por él, aunque él parece atraer a mujeres más atractivas. Una de las razones por las que él y Lisa rompieron fue por su debilidad a mujeres hermosas. En "Field Trip", ella lo sorprende coqueteando con una empleada sexy en una tienda de belleza. El personaje es uno de los dos personajes recurrentes de la etapa de ABC que aparecieron también cuando la serie se mudó a The WB, Denise Mondello (Anna Slotky) es el otro. Luego del episodio de la tercera temporada "Big Twin on Campus", ya no se vuelve a saber más de Terrence.
- Steve Peiser (Victor Togunde) es el gerente de Hamburguesas Rocket, el restaurante de comida rápida en el que Tia y Tamera trabajan durante la segunda temporada e inicios de la tercera; aunque Steve aparece solo en la segunda temporada. Tia y Tamera acuñaron una canción, que es un guiño a la canción "Whatta Man" por En Vogue y Salt-n-Pepa, basadas en el sobrenombre que le dieron (a sus espaldas) Tia y Tamera y otros empleados de Hamburguesas Rocket, "Apestoso Steve". En el episodio "Dream Lover" en que eso ocurrió, Tia tiene un sueño romántico recurrente sobre Steve que la perturba.
- Rhonda Collins (Bianca Lawson) es la chica popular de la preparatoria de Tia y Tamera que siempre se burlaba de ellas, especialmente de su gusto en ropa, pero en su última aparición su actitud se volvió más amable, incluso cuando su apariencia física fue alterada. Luego de la tercera temporada, con excepción del estreno de la cuarta temporada, "You Are So Beautiful", donde las gemelas descubren que durante el verano la apariencia de Rhonda se volvió robusta y masculina (el personaje fue interpretado por Larry Wrentz en ese episodio), no se vuelve a saber más de Rhonda. El padre de Bianca, Richard Lawson, aparece en la temporada final como el novio y luego esposo de Lisa,  Victor Sims.
- Denise Mondello (Anna Slotky) es una de las amigas de Tia y Tamera que aparecen en la segunda y la tercera temporada. Denise, al igual que Tia y Tamera, trabajaba en Hamburguesas Rocket. En el episodio de la segunda temporada "Single White Teenager" (la primera aparición del personaje en orden de producción, aunque había aparecido en un episodio anterior en la segunda temporada), Denise fue emparejada con Tamera en un trabajo de ciencias mientras Tia estaba enferma, y luego comenzó a vestirse como Tia y Tamera, incluso declarando que iba a empezar a considerar su segundo nombre Tonya para encajar con el de ellas, causando pánico en Tia y Tamera, solo para descubrir que era una broma. El personaje es uno de los únicos dos personajes recurrentes introducidos en la etapa ABC que también apareció cuando la serie fue tomada por The WB, Terrence Winningham (Dorien Wilson) es el otro.
- Steve (Steve Monroe) es uno de los amigos hombres de las gemelas en la tercera temporada, que no es muy listo y se revela en el episodio "The Tutor" que es jugador del equipo de básquetbol de la Preparatoria Roosevelt.
- Ernie (Arvie Lowe, Jr.) es uno de los amigos hombres de Tia y Tamera en la tercera temporada, y se revela que es miembro del club de drama en el episodio "Private School".
- Jimmy "Sopa" Campbell (Sherman Hemsley) es  el padre de Ray, que fue introducido en el episodio de la tercera temporada "Grandpa Campbell", que a menudo estaba envuelto en negocios turbios. Él declara que su sobrenombre "Sopa" no lo obtuvo porque su apellido es Campbell (siendo un guiño a la marca de sopas Campbell), sino por las situaciones apretadas en las que se tiende a meter, declarando que él siempre está "en agua caliente". Ray no tenía una buena relación con su padre al principio, y a menudo no aprobaba sus decisiones, pero comenzaron de alguna forma a entenderse al final de su primera aparición en la serie. "Sopa" aparece en dos episodios más en la tercera temporada, "Christmas" y "Summer Bummer", y hace su última aparición en el episodio de la quinta temporada "Shoeless", donde Sopa actúa como el "hada madrina" de la Cenicienta de Tamera ya que no podía ir a la fiesta de graduación de Jordan.
- Sr. Mitushka (Fred Willard) es el subdirector de la Preparatoria Roosevelt y fundador de un conservatorio para jóvenes músicos. En sus últimas dos apariciones, él intenta lo posible por ser genial con los estudiantes. El personaje aparece en los episodios de la tercera temporada "The Piano Lesson", "The Candidate" y "The Audition".
- Dave (David Strickland) es un guardia de seguridad en el centro comercial donde trabaja Lisa. A menudo se muestra que es un poco incompetente y pierde su trabajo en un episodio.
- Patrice (Vernee Watson-Johnson) es la mejor amiga de Lisa del vecindario en el centro de la ciudad donde antes vivían Lisa y Tia, y es la madre del amigo de la infancia de Tia, Darnell, que es introducido en el episodio de la cuarta temporada "Boy from the Hood". Patrice, que conoce a Lisa desde que eran niñas, tiene una personalidad similar a la de Lisa, que a veces irrita a Ray así como típicamente le molestan las payasadas de Lisa.
- Mike (Jamil Walker Smith) es un estudiante en la Preparatoria Roosevelt, que solo fue visto durante la cuarta temporada. También es uno de los muy pocos amigos hombres que se ve que tiene  Roger, con quien se presume que son compañeros del mismo año.
- Marlon (Aaron Lohr) es un estudiante en la Preparatoria Roosevelt, que fue visto solamente durante la cuarta temporada. Es un atleta y juega en el equipo de hockey de la Preparatoria Roosevelt, como se ve en el episodio "Some Like It Hockey". A menudo se burla de varios estudiantes, especialmente de Tia y Tamera. Se ve que Marlon es sexista en el episodio "Some Like It Hockey" donde declara que el trabajo de presidente de clase es un "trabajo de hombres" y no permite que Tia y Tamera (que son chicas) hagan pruebas para el equipo de hockey, pero la decisión se revierte cuando Tia Y Tamera (disfrazadas de hombre) derrotan y avergüenzan a Marlon en un partido de práctica. El intérprete del personaje, Aaron Lohr, había aparecido anteriormente con un personaje diferente, un adolescente mayor con quien Tia sale en una doble cita (acompañados por Tamera y Roger) en el episodio de la primera temporada "Wedding Bells and Box Boys".
- Clark (Christopher "Kid" Reid es el gerente de la librería/cafetería Book 'Em, Joe y es el jefe de Tia en el lugar recurrente durante la quinta temporada, donde se ve que es un personaje sarcástico.
- Diavian Johnson (Alexis Fields) es la mejor amiga de las gemelas en la quinta y la sexta temporada. Se ve que es coqueta, ingeniosa, leal y una talentosa actriz. Una vez se metió en problemas con una recientemente soltera Tia luego de que ésta los viera a ella y a Tyreke besarse durante el ensayo de un drama. Esto las llevó a discutir, donde Diavian obligó a Tia a enfrentar sus sentimientos con su entonces exnovio. Las dos pronto se reconciliaron. Durante un tiempo tuvo un novio llamado Stephen.
- Dot (Senta Moses) es una amiga de Tia y Tamera durante la quinta temporada.
- Victor Sims (Richard Lawson) es uno de los amigos de Ray, que pronto se convierte en el novio y después esposo de Lisa en el final de la serie. En la vida real, Richard es el padre de Bianca Lawson, quien interpretó a Rhonda en la tercera temporada.
- Vivica Shaw (Rolonda Watts) es la exnovia de Ray, con quien él terminó debido a que ella lo engañaba. Vivica constantemente trataba de hacer enojar a Ray, debido a que él la hizo perder a su otra pareja por lo que ella se quedó sin pareja. Se supone que se había mudado a Chicago, pero comenzó un negocio de limusinas para recuperar a Ray. También es obvio que Vivica y Lisa son rivales. En el mismo episodio donde comenzó su negocio de limusinas fue arrestada, ya que ninguno de sus tres conductoras (Kim, Mo'nique, and Chant'e) tenía licencia.
- Steven (Chad Haywood) es el novio de Diavian en la quinta temporada, donde se ve que no es muy inteligente.
- Shawn (Gabrielle Union) es la amiga de Tia y Tamera en la última mitad de la cuarta temporada y la primera mitad de la quinta temporada. Union aparece en un episodio posterior de la quinta temporada después de interpretar a Shawn como una chica llamada Vanessa, la amiga de Tamera que se revela que es ladrona de tiendas.
- Simone Flosser (Rachael Harris) es una estudiante de último año en universidad y una amiga ocasional de las gemelas durante la sexta temporada.
- Chud McGraf (Greg Pitts) es un salvaje y un tanto oscuro estudiante universitario. Se ve que es amigo de los personajes más jóvenes durante la sexta temporada.
- Matt Sullivan (Tony Carreiro) es el padre biológico de Tia y Tamera. Apareció en un episodio como su maestro y llegaron a su museo. Comenzó a hablar sobre Racelle Gavin y ellas dijeron que la conocían, y él les mostró una foto de ella. Finalmente, descubrió que Racelle Gavin era su madre biológica, lo que significa que él era su padre. Tamera no lo quiso creer porque él era blanco y él no estuvo para ellas, pero él intentó explicar que él estaba tratando de encontrarlas. Al final, Tamera estaba muy feliz de conocerlo. Y al final Matt accidentalmente tomó una foto loca y Lisa dijo "Matt, encajarás muy bien con esta familia."
- Director Gordon (Eric Payne in Season 4, Fitz Houston in Season 5) es el director de la Preparatoria Roosevelt durante el penúltimo y el último año de las gemelas.
- El Pequeño Ray es un gato atigrado callejero color anaranjado que Lisa adopta durante la primera temporada y lo nombra por Ray. Ray odia al Pequeño Ray debido a que él siempre arruina sus muebles y usa su pierna como poste para rascar. Se ve al Pequeño Ray en la segunda temporada en un auto con Ray, luego Ray le dice que salga y él salta por la ventana, pero vuelve a casa al final del episodio, momento desde el cual no se vuelve a saber de él.

## Voces de doblaje mexicano
- Alma Wilheleme: Tía Landry, Tamera Campbell
- Nancy McKenzie: Lisa Landry (1.ª voz)
- María Teresa Aviña: Lisa Landry (resto)
- Gerardo Reyero: Ray Campbell (1.ª voz)
- Víctor Ugarte: Roger Evans

## Voces de doblaje español
- Cristina Yuste: Tía Landry
- Pilar Aguado: Tamera Campbell
- María Luisa Rubio: Lisa Landry
- José Padilla: Ray Campbell
- Javier Balas: Roger Evans